# Foot Ball Club Matera 1980-1981
Questa voce raccoglie le informazioni riguardanti il Foot Ball Club Matera nelle competizioni ufficiali della stagione 1980-1981.

## Stagione
Presentatosi ai nastri di partenza del campionato con una rosa di poco differente rispetto a quella della stagione precedente, il Matera iniziò con una striscia di sei risultati utili consecutivi. Nelle gare successive, tuttavia, la squadra otterrà dei risultati discontinui piombando in zona retrocessione dopo una serie di sei gare consecutive senza vittoria: di conseguenza, la dirigenza decise di sostituire l'allenatore Gennaro Rambone con Vincenzo Antezza il quale, malgrado un finale positivo (fra cui la vittoria con il Livorno, diretto avversario nella lotta per non retrocedere e il pareggio all'ultima giornata contro la Sambenedettese, ottenuto in una gara condizionata da gravi incidenti sugli spalti) non riuscirà a evitare, in anticipo, la seconda retrocessione consecutiva da parte della squadra.

## Divise
La società sottoscrive un contratto con lo sponsor tecnico Pouchain, che introduce delle divise bordate di celeste.
| Manica sinistra · Manica sinistra · Maglietta · Maglietta · Manica destra · Manica destra · Pantaloncini · Calzettoni | Manica sinistra · Manica sinistra · Maglietta · Maglietta · Manica destra · Manica destra · Pantaloncini · Calzettoni |  |

## Organigramma societario
Area direttiva
- Presidente: Franco Salerno
- Direttore sportivo: Michele Salerno

Area organizzativa
- Segretario: Luigi Morelli

Area tecnica
- Allenatore: Gennaro Rambone, poi Vincenzo Antezza[1]

## Rosa
| N. |                   | Ruolo | Calciatore         |
| -- | ----------------- | ----- | ------------------ |
|    | Italia (bandiera) | P     | Adriano Casiraghi  |
|    | Italia (bandiera) | P     | Luciano Centioni   |
|    | Italia (bandiera) | P     | Angelo Lisanti     |
|    | Italia (bandiera) | D     | Angelo Angelino    |
|    | Italia (bandiera) | D     | Fulvio Bussalino   |
|    | Italia (bandiera) | D     | Roberto Cifarelli  |
|    | Italia (bandiera) | D     | Leonardo Generoso  |
|    | Italia (bandiera) | D     | Vincenzo Genovese  |
|    | Italia (bandiera) | D     | Diego Giannattasio |
|    | Italia (bandiera) | D     | Antonino Imborgia  |
|    | Italia (bandiera) | D     | Giorgio Melis      |
|    | Italia (bandiera) | D     | Giuliano Pierobon  |

| N. |                   | Ruolo | Calciatore        |
| -- | ----------------- | ----- | ----------------- |
|    | Italia (bandiera) | C     | Claudio Gambini   |
|    | Italia (bandiera) | C     | Roberto Merlin    |
|    | Italia (bandiera) | C     | Fausto Oliva      |
|    | Italia (bandiera) | C     | Paolo Pavese      |
|    | Italia (bandiera) | C     | Nicola Peragine   |
|    | Italia (bandiera) | C     | Maurizio Raise    |
|    | Italia (bandiera) | C     | Daniele Trezza    |
|    | Italia (bandiera) | A     | Luciano Aprile    |
|    | Italia (bandiera) | A     | Andrea Cicchetti  |
|    | Italia (bandiera) | A     | Italo Florio      |
|    | Italia (bandiera) | A     | Lino Grassi       |
|    | Italia (bandiera) | A     | Giuseppe Raffaele |

## Calciomercato
| Acquisti | Acquisti          | Acquisti  | Acquisti   |
| R.       | Nome              | da        | Modalità   |
| -------- | ----------------- | --------- | ---------- |
| D        | Vincenzo Genovese | Biellese  | definitivo |
| D        | Giorgio Melis     | Cagliari  | definitivo |
| D        | Giuliano Pierobon |           | definitivo |
| C        | Daniele Trezza    | Sora      | definitivo |
| C        | Maurizio Raise    | Catanzaro | definitivo |
| A        | Lino Grassi       | Paganese  | definitivo |

| Cessioni | Cessioni           | Cessioni   | Cessioni      |
| R.       | Nome               | a          | Modalità      |
| -------- | ------------------ | ---------- | ------------- |
| P        | Gianfranco Troilo  |            |               |
| D        | Giuseppe Beretta   |            |               |
| D        | Stefano Boggia     |            |               |
| D        | Luigi De Canio     | Chieti     | definitivo    |
| C        | Vito De Lorentis   | Giulianova | definitivo    |
| C        | Mario Morello      | Biellese   | definitivo    |
| C        | Aldo Raimondi      | Catania    | definitivo    |
| C        | Michele Sassanelli |            |               |
| A        | Giovanni Picat Re  |            | fine carriera |
| A        | Mario Pini         |            |               |

## Risultati

### Serie C1

#### Girone di andata
| Matera 1ª giornata | Matera | 0 – 0 | Turris |  |

| Salerno 2ª giornata | Salernitana | 2 – 2 | Matera |  |

| Matera 3ª giornata | Matera | 0 – 0 | Nocerina |  |

| Cosenza 4ª giornata | Cosenza | 1 – 1 | Matera |  |

| Matera 5ª giornata | Matera | 3 – 2 | Arezzo |  |

| Matera 6ª giornata | Matera | 0 – 0 | Francavilla |  |

| Reggio Calabria 7ª giornata | Reggina | 1 – 0 | Matera |  |

| Matera 8ª giornata | Matera | 3 – 2 | Giulianova |  |

| Rende 9ª giornata | Rende | 1 – 0 | Matera |  |

| Matera 10ª giornata | Matera | 2 – 1 | Ternana |  |

| Campobasso 11ª giornata | Campobasso | 1 – 0 | Matera |  |

| Benevento 12ª giornata | Benevento | 1 – 0 | Matera |  |

| Matera 13ª giornata | Matera | 1 – 0 | Paganese |  |

| Cava dei Tirreni 14ª giornata | Cavese | 3 – 0 | Matera |  |

| Matera 15ª giornata | Matera | 1 – 1 | Siracusa |  |

| Livorno 16ª giornata | Livorno | 2 – 1 | Matera |  |

| Matera 17ª giornata | Matera | 1 – 1 | Sambenedettese |  |

#### Girone di ritorno
| Torre del Greco 18ª giornata | Turris | 1 – 0 | Matera |  |

| Matera 19ª giornata | Matera | 1 – 1 | Salernitana |  |

| Nocera Inferiore 20ª giornata | Nocerina | 2 – 0 | Matera |  |

| Matera 21ª giornata | Matera | 1 – 0 | Cosenza |  |

| Arezzo 22ª giornata | Arezzo | 0 – 0 | Matera |  |

| Francavilla al Mare 23ª giornata | Francavilla | 1 – 2 | Matera |  |

| Matera 24ª giornata | Matera | 0 – 0 | Reggina |  |

| Giulianova 25ª giornata | Giulianova | 3 – 1 | Matera |  |

| Matera 26ª giornata | Matera | 0 – 0 | Rende |  |

| Terni 27ª giornata | Ternana | 2 – 0 | Matera |  |

| Matera 28ª giornata | Matera | 0 – 0 | Campobasso |  |

| Matera 29ª giornata | Matera | 1 – 0 | Benevento |  |

| Pagani 30ª giornata | Paganese | 3 – 1 | Matera |  |

| Matera 31ª giornata | Matera | 0 – 0 | Cavese |  |

| Siracusa 32ª giornata | Siracusa | 0 – 0 | Matera |  |

| Matera 33ª giornata | Matera | 2 – 0 | Livorno |  |

| San Benedetto del Tronto 34ª giornata | Sambenedettese | 0 – 0 | Matera |  |

### Coppa Italia Semiprofessionisti
| Salerno Primo turno | Salernitana | 1 – 0 | Matera |  |

| Matera Primo turno | Matera | 2 – 0 | Potenza |  |

| Matera Primo turno | Matera | 0 – 0 | Salernitana |  |

| Potenza Primo turno | Potenza | 1 – 0 | Matera |  |

## Statistiche

### Statistiche di squadra
| Competizione          | Punti | Totale | Totale | Totale | Totale | Totale | Totale | DR |
| Competizione          | Punti | G      | V      | N      | P      | Gf     | Gs     | DR |
| --------------------- | ----- | ------ | ------ | ------ | ------ | ------ | ------ | -- |
| Serie C1              | 31    | 34     | 8      | 15     | 11     | 24     | 32     | -8 |
| Coppa Italia Semi-pro | -     | 4      | 1      | 1      | 2      | 2      | 2      | 0  |
| Totale                | -     | 38     | 9      | 16     | 13     | 26     | 34     | -8 |

### Statistiche dei giocatori
| Giocatore       | Serie C1 | Serie C1 | Coppa Italia Semi-pro | Coppa Italia Semi-pro | Totale   | Totale |
| Giocatore       | Presenze | Reti     | Presenze              | Reti                  | Presenze | Reti   |
| --------------- | -------- | -------- | --------------------- | --------------------- | -------- | ------ |
| A. Angelino     | 10       | 0        | ?                     | ?                     | 10+      | 0+     |
| L. Aprile       | 25       | 2        | ?                     | ?                     | 25+      | 2+     |
| M. Belardi      | 2        | 0        | ?                     | ?                     | 2+       | 0+     |
| F. Bussalino    | 32       | 0        | ?                     | ?                     | 32+      | 0+     |
| A. Casiraghi    | 34       | -32      | ?                     | ?                     | 34+      | -32+   |
| L. Centioni     | 0        | 0        | ?                     | ?                     | 0+       | 0+     |
| A. Cicchetti    | 1        | 0        | ?                     | ?                     | 1+       | 0+     |
| R. Cifarelli    | 0        | 0        | ?                     | ?                     | 0+       | 0+     |
| I. Florio       | 12       | 1        | ?                     | ?                     | 12+      | 1+     |
| C. Gambini      | 28       | 1        | ?                     | ?                     | 28+      | 1+     |
| L. Generoso     | 29       | 0        | ?                     | ?                     | 29+      | 0+     |
| V. Genovese     | 23       | 1        | ?                     | ?                     | 23+      | 1+     |
| D. Giannattasio | 14       | 1        | ?                     | ?                     | 14+      | 1+     |
| L. Grassi       | 25       | 2        | ?                     | ?                     | 25+      | 2+     |
| A. Imborgia     | 31       | 0        | ?                     | ?                     | 31+      | 0+     |
| A. Lisanti      | 0        | 0        | ?                     | ?                     | 0+       | 0+     |
| G. Melis        | 28       | 0        | ?                     | ?                     | 28+      | 0+     |
| R. Merlin       | 17       | 1        | ?                     | ?                     | 17+      | 1+     |
| F. Oliva        | 1        | 0        | ?                     | ?                     | 1+       | 0+     |
| P. Pavese       | 20       | 0        | ?                     | ?                     | 20+      | 0+     |
| N. Peragine     | 28       | 0        | ?                     | ?                     | 28+      | 0+     |
| G. Pierobon     | 8        | 0        | ?                     | ?                     | 8+       | 0+     |
| G. Raffaele     | 31       | 11       | ?                     | ?                     | 31+      | 11+    |
| M. Raise        | 25       | 2        | ?                     | ?                     | 25+      | 2+     |
| D. Trezza       | 8        | 0        | ?                     | ?                     | 8+       | 0+     |